# Grofovija Edesa
Grofovija Edesa (lat. Comitatus Edessanus) bila je križarska država na području Gornje Mezopotamije, sa sjedištem u Edesi, današnjem gradu Şanlıurfa (do 1984. Urfa). Jedna je od najstarijih križarskih država na Bliskom istoku koju je u vrijeme Prvog križarskog rata (1096.-1099.) osnovao Balduin, mlađi brat jednog od križarskih vođa, francuskog plemića Godefroyja de Bouillona kojeg su kršćani, budući da se nije htio okruniti za kralja, u oslobođenom Jeruzalemu odlikovali počasnim naslovom Zaštitnika Svetog Groba Gospodnjeg.
Za razliku od ostalih osnovanih križarskih država, Grofovija Edesa bila država bez pristupa moru, smještena previše prema istoku zbog čega je bila ranjiva i izložena potencijalnim napadima, a nije bila ni u dobrim odnosima sa susjednom Kneževinom Antiohijom. Bila je jedna od prvih križarskih država koja je pala natrag pod muslimansku vlast nakon pada Edese 1144. godine što je izravno dovelo do izbijanja Drugog križarskog rata (1147.-1149.).

## Povijest
Balduin je 1098. godine odvojio svoje trupe od glavnine križarske vojske koja se kretala prema Antiohiji i Jeruzalemu te je osvojio područje armenskog vladara koji je upravljao tim teritorijem kao podanik Seldžuka. Naveo je tamošnjeg vladara da ga usvoji kao sina i nasljednika i dadne mu svoju kćer za suprugu. Kada je Godefroy umro 1100. godine, Balduin je imenovan jeruzalemskim kraljem te je svoju grofoviju predao na upravu svom rođaku Balduinu od Bourcqa, grofu od Rethela. Njemu je pridružio kao vazala, galilejskog kneza Joscelina od Courtenayja, kojemu je Balduin od Bourcqa predao čvrsti i utvrđeni grad Turbessel.
Godine 1104. Grofoviju Edesu napale su seldžučke snage iz Mosula te zarobili ujedno i Balduina i Joscelina. Tijekom njihova sužanjstva, grofovijom je upravljao galilejski knez Tancred, ali stvarnu je vlast nad teritorijem imao Rikard Salernitanski. Godine 1108. Balduin i Joscelin su pušteni iz zarobljeništva nakon uplaćene otkupnine te je Balduin nakon sukoba s Tancredom preuzeo kontrolu nad gradom Edesom i grofovijom. Dvije godine kasnije, Balduin je izgubio sve zemlje istočno od rijeke Eufrata u korist muslimanskih snaga.
Godine 1118. Balduin je postao novim jeruzalemskim kraljem poslije smrti rođaka Balduina I. te je vlast nad grofovijom prešla u ruke Joscelina I. koji je umro 1131. godine, a grofoviju je naslijedio njegov sin Joscelin II. U to vrijeme su osnažile muslimanske snage u Alepu i Mosulu što je 1144. godine dovelo do pada Edese pod vlast atabega Imada al-Din Zengija, osnivača dinastije Zengida, koji je vladao u ime Seldžuka. Dvije godine kasnije, u rujnu 1146., Joscelin II. je uspio vratiti Edesu pod svoju vlast, ali samo zakratko, jer ju je izgubio već u studenom iste godine i jedva se uspio spasiti. Otada je Grofovijom Edesom vladao iz utvrđenog grada Turbessela. Godine 1150. zarobio ga je Zengijev sin i nasljednik Nur ad-Din te je umro u zarobljeništvu 1159. godine. Joscelinova supruga Beatrice Saonska prodala je u kolovozu 1150. godine svoja prava na ostatak grofovije bizantskom caru Manuelu I. Komnenu, ali su to područje uskoro osvojili muslimani.

## Grofovi Edese
- Balduin I. Bujonski (1098.-1100.)
- Balduin II. (1100.-1118.)
- Joscelin I. od Edese (1118.-1131.)
- Joscelin II. od Edese (1131.-1144. i 1146.)
  - Joscelin III. od Edese, naslovni grof Edese (1159.- iza 1190.)
  - Beatrice od Edese, naslovna grofica Edese (1200.- iza 1245.)